# 渡辺久美子
渡辺 久美子（わたなべ くみこ、1965年10月7日 - ）は、日本の女性声優。千葉県出身。シグマ・セブン所属。夫は同じく声優の辻谷耕史。
代表作に『WORKING!!』（白藤杏子）、『あたしンち』（母）、『ケロロ軍曹』（ケロロ）、『犬夜叉』（七宝）、『爆走兄弟レッツ&ゴー!!MAX』（一文字豪樹）、『機動戦士Vガンダム』（カテジナ・ルース）などがある。

## 略歴
声優を意識したのは、劇場版『宇宙戦士バルディオス』の声優コンテストに応募したことがきっかけである。落選したものの、大勢の応募の中でスタジオ選考の30人の中に残ったことから、「自分は声優の仕事が向いているのでは」と自信を持つ。その後、日本ナレーション演技研究所を経て、アーツビジョンに所属。一度は自分は声優に向いていないのかもしれないと思い、「1年ぐらいお金を払って、ここで勉強して、事務所が自分を売る気がないとわかったり、自分に実力がないとわかった時点でやめよう」と思ったが、当時のアーツビジョンには少年役ができる若手がおらず、オーディションに呼ばれることが続き、『鎧伝サムライトルーパー』の山野純役で初レギュラーを得る。
2012年7月20日に自らのブログにて声優の辻谷耕史と結婚したことを発表。
2018年2月1日付でアーツビジョンからシグマ・セブンに移籍。
2018年10月17日、夫である辻谷耕史が脳梗塞のため急逝した。
2023年、『サザエさん』の花沢花子役を長年担当していた山本圭子の後任として同年11月12日放送分より引き継いだ。

## 人物
演じる役は少年・少女から中年女性、気の強い女性役まで幅広くこなす。
『爆走兄弟レッツ&ゴーシリーズ』では、J、ミシェル、ジャネット・ストゥルソン、一文字豪樹と、合計で4人の少年少女のキャラクターを演じ分けており、後に発売されたCDドラマ『爆走兄弟レッツ&ゴー!!GIRL』でも同じく複数の声を担当した大谷育江や今井由香と、楽屋ネタ的なやり取りをしている。
大のプロレスファンであり、特に、DRAGON GATEのファン。自身のWebサイトでプロレスリング・ノアの小橋建太に「お姫様抱っこ」をされている写真を掲載している。2007年11月25日の『ハッスルマニア2007』では出場したケロロ軍曹の動きにあわせてその場でアテレコを行った。自身のブログでも「相当緊張したけど、楽しかった」と語っている。
『超劇場版ケロロ軍曹3 ケロロ対ケロロ天空大決戦であります!』では主人公のケロロ軍曹とメインゲストのダークケロロを一人二役で演じた。ケロロとダークケロロの収録はまとめて行ったがダークケロロの演技に納得がいかず、後日ダークケロロのパートのみ全て録り直したらしい。『ケロロ軍曹』（アニメ）では、ラビー（金田朋子）の声真似が得意。また作中に「宇宙渡辺久美子」というキャラクターが登場している。
『あたしンち』では元々立花みかん役でオーディションを受けていたが、「母役の声が欲しい」と言われたことから母役のオーディションも受け、同役での出演が決まったというエピソードがある。

## 出演
太字はメインキャラクター。

### テレビアニメ
1985年
- 六三四の剣（山脇）

1986年
- 宇宙船サジタリウス（リブ〈2代目〉）
- 機動戦士ガンダムΖΖ（ピート、ミレアム、子供）
- めぞん一刻（五代〈幼少時〉）

1987年
- 愛の若草物語（トーマス・キング）

1988年
- 超音戦士ボーグマン（桃木亨）
- ミスター味っ子（少年B）
- 鎧伝サムライトルーパー（1988年 - 1989年、山野純）

1989年
- 青いブリンク（係員、ジャン、子供A、デネブ）
- 魔動王グランゾート（ティーンボッチャン）
- 獣神ライガー（子供、オサム）
- 桃太郎伝説 PEACHBOY LEGEND（金太郎）

1990年
- NG騎士ラムネ&40（モグタン）
- キャッ党忍伝てやんでえ（ヨシ坊）
- PEACH COMMAND 新桃太郎伝説（金太郎）
- 魔神英雄伝ワタル2 超激闘編（ジョン）
- 魔法使いサリー（1989年版）（1990年 - 1991年、ルディー）
- 勇者エクスカイザー（1990年 - 1991年、星川コウタ）
- RPG伝説ヘポイ（1990年 - 1991年、こぞう君、キューピースズキ）
- 私のあしながおじさん（ピート〈初代〉）

1991年
- おばけのホーリー（カッチンコ）
- OH!MYコンブ（ムスビくん）
- 機甲警察メタルジャック（ケン〈少年〉）
- ゲンジ通信あげだま（1991年 - 1992年、ワープ郎）
- 絶対無敵ライジンオー（藤波洋一）
- それいけ!アンパンマン（1991年 - 1994年、カピー〈初代〉、コン太、シジミさん、イクラ姫〈初代〉）
- ハイスクールミステリー学園七不思議（和田あきよ）
- まじかる☆タルるートくん（タコちゃん）
- 魔法のプリンセス ミンキーモモ（妖精2）
- 丸出だめ夫（不良）
- 横山光輝 三国志

1992年
- 宇宙の騎士テッカマンブレード（ラルフ）
- ドラえもん（テレビ朝日版第1期）（1992年 - 2000年、テケテケ、ミイちゃん〈3代目〉、さち子、お地蔵さん、鈴木、みちびきジゾウ、ケン坊 他）
- 風の中の少女 金髪のジェニー（ヘレン）

1993年
- 機動戦士Vガンダム（1993年 - 1994年、カテジナ・ルース、ペギー・リー）
- しましまとらのしまじろう（もぐたろう、王子）
- スラムダンク（青田少年）
- 忍たま乱太郎（1993年 - 2025年、金吾、下坂部平太〈初代〉、そうこ〈2代目〉、しおり〈2代目〉 他）
- ムカムカパラダイス（鹿谷初葉）

1994年
- クレヨンしんちゃん（1994年 - 2014年、天才少年、もとひさ〈初代〉、路今堂太郎）
- 平成犬物語バウ（桃太郎）
- モンタナ・ジョーンズ（アーメッド）
- レッドバロン（シャギー）

1995年
- ご近所物語（師匠）
- 十二戦支 爆烈エトレンジャー（ピーターパン）
- 飛べ!イサミ（7号 / 烏丸ヒロ子、イズミ）
- 美少女戦士セーラームーンSuperS（着ぐるみ子、ジュンジュン）
- ぼのぼの（1995年 - 1996年、ぼのぼの）
- ママはぽよぽよザウルスがお好き（中川太）

1996年
- いじわるばあさん（伊知割ツトム）
- 怪盗セイント・テール（健太）
- 機動新世紀ガンダムX（ユリナ・サノハラ）
- 超者ライディーン（幼少期の鷹城電光）
- 爆走兄弟レッツ&ゴー!!（1996年 - 1998年、子供B、J、山川森男、ジャネット、ミシェル、一文字豪樹） - 3シリーズ
- 名探偵コナン（1996年 - 2023年、小川勇太、段野頼子、森田美冬、岡本寿里亜）
- モジャ公（タマコ）
- NINKU -忍空-（祐太）

1997年
- 少女革命ウテナ（影絵少女C子）
- YAT安心!宇宙旅行（星渡ハルカ）

1998年
- アニメ週刊DX!みいファぷー
  - こっちむいてみい子（志村まり、竜平の母）
  - ふしぎ魔法ファンファンファーマシィー（なおみ、ジルモ、マネ）
  - ヘリタコぷーちゃん（ぷーちゃん）

- ブレンパワード（伊佐未依衣子 / クインシィ・イッサー、クマゾー）

1999年
- イッパツ危機娘（クーニャン）
- コレクター・ユイ（エコ）
- 週刊ストーリーランド（小坊主）
- ゾイド -ZOIDS-（1999年 - 2000年、ムンベイ）
- ∀ガンダム（フラン・ドール）
- 超速スピナー（アラン・バタンガン）
- 爆球連発!!スーパービーダマン（飛田猫丸）
- ポケットモンスター（センタ）

2000年
- 犬夜叉（2000年 - 2010年、七宝） - 2シリーズ
- キョロちゃん（お嫁さん）
- 六門天外モンコレナイト（アエロファンテ）

2001年
- ウッディー・ウッドペッカー（ウッディー・ウッドペッカー）
- 仰天人間バトシーラー（つちわらし / つちんこ / スーパーつちんこ、アカリ）
- シャーマンキング（幼少の喪助）
- ピポパポパトルくん（れい、くみこ、女の子）

2002年
- あたしンち（2002年 - 2009年、母）
- デジモンフロンティア（2002年 - 2003年、氷見友樹 / チャックモン / ブリザーモン、神原信也）
- 天使な小生意気（×子）
- 星のカービィ（ベニカゲ）
- ロックマンエグゼ（2002年 - 2006年、氷川透、ゾアノカットマン五郎） - 5シリーズ

2003年
- 明日のナージャ（マリオ）
- 金色のガッシュベル!!（アルム、サウザー、弟）
- 高橋留美子劇場（広岡律子）
- 爆転シュート ベイブレード Gレボリューション（ジュリア）
- ヒカルの碁（磯部秀樹）
- プラネテス（クレア・ロンド）
- まっすぐにいこう。（バカップル 女）
- ワンダーベビルくん（テンチイ）

2004年
- 巌窟王（エロイーズ・ド・ヴィルフォール）
- ケロロ軍曹（2004年 - 2014年、ケロロ軍曹、宇宙渡辺久美子） - 2シリーズ
- SAMURAI 7（ホノカ）
- せんせいのお時間（松本リンダ）

2005年
- 奥さまは魔法少女（坂野美紀）
- ガン×ソード（水着女王・キャサリン）
- とっとこハム太郎（2005年 - 2007年、もぐるくん） - 2シリーズ
- ふたりはプリキュア Max Heart（柴田祐二）

2006年
- シルクロード少年 ユート（バーニー）
- 出ましたっ!パワパフガールズZ（ロッド）
- ONE PIECE（フクロウ）

2007年
- Yes!プリキュア5（2007年 - 2008年、夏木ゆう） - 2シリーズ
- 逮捕しちゃうぞ フルスロットル（ランディ・寅之助・ハモンド）
- ポケットモンスター ダイヤモンド&パール（イサキ）
- らき☆すた（第11話・第13話予告ナレーション【ケロロ軍曹】、店員2）

2009年
- 怪談レストラン（死神さん）
- シャングリ・ラ（クラリス・ルッツ）
- フレッシュプリキュア!（ジェフリー）

2010年
- WORKING!!（2010年 - 2015年、白藤杏子） - 3シリーズ

2011年
- UN-GO（佐々文彦）
- スイートプリキュア♪（ディーバ）
- デジモンクロスウォーズ 〜時を駆ける少年ハンターたち〜（2011年 - 2012年、ガムドラモン / アレスタードラモン、チャックモン）
- ドラえもん（テレビ朝日版第2期）（2011年 - 2012年、江戸時代のカワウソ、子どもスフィンクス）

2012年
- ファイ・ブレイン 神のパズル 第2シリーズ（イヴ）

2013年
- たまこまーけっと（ジャストミート〈満村文子〉）
- ドキドキ!プリキュア（2013年 - 2014年、レジーナ）
- ONE PIECE エピソードオブメリー 〜もうひとりの仲間の物語〜（フクロウ）

2015年
- 新あたしンち（2015年 - 2016年、母）

2016年
- カミワザ・ワンダ（2016年 - 2017年、ニコルママ）
- タイムボカン24（パトラ）
- 響け!ユーフォニアム2（田中明美）
- フューチャーカード バディファイトDDD（風斬ダッシュ）

2017年
- デュエル・マスターズ（2017年 - 2022年、カバまろ、大横綱力子先生、駄菓子屋のおばあさん、スマホン、バー・キューベー） - 6シリーズ

2019年
- 真夜中のオカルト公務員（夢魔）

2020年
- 社長、バトルの時間です!（リュック）
- 半妖の夜叉姫（2020年 - 2022年、七宝） - 2シリーズ

2021年
- ひぐらしのなく頃に業（教師）

2022年
- CUE!（高阪せつ子）
- BORUTO-ボルト- NARUTO NEXT GENERATIONS（舌切モズ）
- ポプテピピック TVアニメーション作品第二シリーズ（ポプ子〈第10話Aパート〉）

2023年
- トモちゃんは女の子!（相沢あけみ）
- サザエさん（2023年 - 、花沢花子〈3代目〉）

2025年
- おしりたんてい（かいとうQ）

### 劇場アニメ
1990年代
- アルスラーン戦記（1991年 - 1992年、アルフリード）- 2作品
- クレヨンしんちゃん アクション仮面VSハイグレ魔王（1993年、ハラマキレディB）
- 映画 忍たま乱太郎（1996年、皆本金吾）
- 爆走兄弟レッツ&ゴー!!WGP 暴走ミニ四駆大追跡!（1997年、J）
- ガンドレス（1999年、ユン・ケイ）
- 少女革命ウテナ アドゥレセンス黙示録（1999年、影絵少女C子）

2000年代
- 犬夜叉 シリーズ（2001年 - 2004年、七宝） - 4作品
- デジモンフロンティア 古代デジモン復活!!（2002年、氷見友樹）
- 映画 あたしンち（2003年、母〈みかん〉）
- ロックマンエグゼ 光と闇の遺産（2005年、氷川透）
- 超劇場版ケロロ軍曹 シリーズ（2006年 - 2010年）

（ケロロ軍曹） - 4作品
（ちびケロロ） - 1作品
（ダークケロロ） - 1作品
（武者ケロロ） - 1作品
（ケロロ軍曹 / ケロロドラゴン）- 1作品
（ケロロ軍曹 / 究極ケロロ）- 1作品
- まじめにふまじめ かいけつゾロリ なぞのお宝大さくせん（2006年、ケロロ軍曹）

2010年代
- 劇場版3D あたしンち 情熱のちょ〜超能力♪ 母 大暴走!（2010年、母）
- 劇場版イナズマイレブン 最強軍団オーガ襲来（2010年、ミストレーネ カルス）
- 劇場版アニメ 忍たま乱太郎 忍術学園 全員出動!の段（2011年、金吾）
- アシュラ（2012年）
- ONE PIECE FILM Z（2012年、ガリ）
- たまこラブストーリー（2014年、ジャストミート〈満村文子〉）
- 劇場版 響け!ユーフォニアム〜届けたいメロディ〜（2017年、田中明美）
- クレヨンしんちゃん 新婚旅行ハリケーン 〜失われたひろし〜（2019年、カオー・コスギ）

2020年代
- ONE PIECE FILM RED（2022年、ミニブルーノ）
- 劇場版 忍たま乱太郎 ドクタケ忍者隊最強の軍師（2024年、金吾）
- 映画おしりたんてい スター・アンド・ムーン（2025年、かいとうQ）

### OVA
1989年
- 鎧伝サムライトルーパー 外伝（山野純）
- 鎧伝サムライトルーパー 輝煌帝伝説（山野純）

1990年
- たいまんぶるうす レディース編 真由美

1991年
- インフェリウス惑星戦史外伝 CONDITION GREEN（1991年 - 1993年、バーニー・ペイジ）
- 鎧伝サムライトルーパー MESSAGE（山野純）

1992年
- バビル2世（ラシェル）

1993年
- アルスラーン戦記 汗血公路（アルフリード）

1994年
- 宇宙の騎士テッカマンブレードII（アニタ・ブラニガン）
- 湘南純愛組!（鮎美の母）
- ドラえもん のび太と未来ノート（ミーちゃん）
- 覇王大系リューナイト アデュー・レジェンド（少年）

1995年
- アルスラーン戦記 征馬孤影（アルフリード）
- 女神天国（ルージュ）

1996年
- ぼくのマリー（ボール）

1997年
- ありす in Cyberland（二階堂陽子）

1998年
- スレイヤーズえくせれんと（シレーネ・フィッツマイヤー）
- 万能文化猫娘DASH!（優子）

2000年
- 世にも恐ろしいグリム童話（コリンナ）

2004年
- おジャ魔女どれみナ・イ・ショ（ふぁみ）

2005年
- GUNDAM EVOLVE../14 武者頑駄無（頑助）

2008年
- It’s a Rumic World 犬夜叉〜黒い鉄砕牙（七宝）
- デトロイト・メタル・シティ（男児）
- らき☆すたOVA（オリジナルなビジュアルとアニメーション）（かえるA）

2010年
- ハローキティの世界名作劇場（もんきち）

### Webアニメ
- あたしンちNEXT（2024年、母）

### ゲーム
1993年
- 聖魔伝説3×3EYES（龍美星）
- フラッシュハイダース（カルナーサ・ル・ボン）

1994年
- ADVANCED V.G.（1994年 - 1998年、レイミ・謝華） - 3作品
- スターブレイカー（イッシュ、レイナ）
- 女神天国 / II（1994年 - 1997年、ルージュ） - 2作品
- LUNAR ETERNAL BLUE（1994年 - 1998年、マウリ） - 2作品

1995年
- バトルタイクーン（カルナーサ）
- ドラえもん 友情伝説ザ・ドラえもんズ（小ビンの魔女）
- ぼのぐらし

1996年
- ありす in Cyberland（二階堂陽子）
- 新スーパーロボット大戦（ペギー・リー、カテジナ・ルース）
- セクシーパロディウス
- ブルーブレイカー 〜剣よりも微笑みを〜（ゴーレムマスター ラミーユ）

1997年
- アザーライフ アザードリームス（キューン）
- エーベルージュ（カレナック・ルシヨン、リンデル・ファルケン、ヘルムス・アキテーヌ）
- 風のクロノア door to phantomile（クロノア）
- TILK 〜青い海から来た少女〜（グルス、エリック）
- ドラゴンナイト4（セイラ、ライナス）
- ファーランドストーリー〜四つの封印〜（イマイラ）
- マリカ 〜真実の世界〜（東堂かなめ）
- ミニ四駆 爆走兄弟レッツ&ゴー!!WGP HYPER HEAT（J）

1998年
- サウザンドアームズ（カイリーン・ネルフェ）
- 新世代ロボット戦記ブレイブサーガ（星川コウタ）
- ゼノギアス（チュチュ、ダン）
- 速攻生徒会（後藤久美子）
- 爆走兄弟レッツ&ゴー!! エターナルウィングス（一文字豪樹、J）
- プリンセスクエスト（スフレ）

1999年
- アーマード・コア マスターオブアリーナ（ラナ・ニールセン）
- エースコンバット3（フィオナ・クリス・フィッツジェラルド）
- SDガンダム GGENERATION（1999年 - 2012年、カテジナ・ルース、エリス・クロード〈ZERO - WARS〉） - 11作品
- Cybernetic EMPIRE（藤堂はるか）
- ペルソナ2 罪（レイディ・スコルピオン）

2000年
- スーパーロボット大戦α（ペギー・リー、カテジナ・ルース）
- 天使のプレゼント マール王国物語（ガオ）
- ブレイブサーガ2（星川コウタ）
- ブレス オブ ファイアIV うつろわざるもの（アースラ）

2001年
- 犬夜叉（2001年 - 2005年、七宝） - 5作品
- 風のクロノア2 〜世界が望んだ忘れもの〜（クロノア）
- シェンムーII（ウォン）
- スーパーロボット大戦α for Dreamcast（ペギー・リー、カテジナ・ルース）
- スーパーロボット大戦α外伝（カテジナ・ルース）

2002年
- クロノアビーチバレー 最強チーム決定戦!（クロノア）
- クロノアヒーローズ 伝説のスターメダル（クロノア）
- ブレス オブ ファイアV ドラゴンクォーター（リン、クピト）

2003年
- ガチャフォース（コウ、コタロー）
- 第2次スーパーロボット大戦α（クインシィ・イッサー）

2004年
- アーマード・コア ネクサス（ラナ・ニールセン）
- ケロロ軍曹 メロメロバトルロイヤル（ケロロ軍曹）
- サンリオタイニーパーク（もんきち）

2005年
- ケロロ軍曹 メロメロバトルロイヤルZ（ケロロ軍曹）
- 金色のガッシュベル!! うなれ!友情の電撃 ドリームタッグトーナメント（サウザー）
- ゾイドタクティクス（ムンベイ）
- NAMCO x CAPCOM（クロノア、アマゾーナ）

2006年
- Another Century's Episode 2（クインシィ・イッサー）
- 超劇場版ケロロ軍曹 演習だヨ!全員集合（2006年 - 2007年、ケロロ軍曹） - 2作品
- .hack//G.U. Vol.1 再誕（ケロロ軍曹）
- マブラヴ オルタネイティヴ（伊隅みちる）

2007年
- Another Century's Episode 3 THE FINAL（クインシィ・イッサー）
- チョコボの不思議なダンジョン 時忘れの迷宮（ダンジョンヒーローX）

2008年
- ガンダム無双2（カテジナ・ルース）
- シドとチョコボの不思議なダンジョン 時忘れの迷宮DS+（ダンジョンヒーローX）
- スーパーロボット大戦A PORTABLE（コマンダー・リサー）
- 超劇場版ケロロ軍曹3 天空大冒険であります!（ケロロ軍曹）
- チョコボと魔法の絵本 魔女と少女と5人の勇者（モーグリ）
- テイルズ オブ ヴェスペリア（カロル・カペル）

2009年
- 機動戦士ガンダム ガンダムVS.ガンダムNEXT（カテジナ・ルース）
- 超劇場版ケロロ軍曹 撃侵ドラゴンウォリアーズであります!（ケロロ軍曹）

2010年
- ガンダムアサルトサヴァイブ（カテジナ・ルース）
- ガンダム無双3（カテジナ・ルース）
- 機動戦士ガンダム エクストリームバーサス（2010年 - 2016年、カテジナ・ルース） - 5作品
- ケロロRPG 騎士と武者と伝説の海賊（ケロロ軍曹）

2011年
- Another Century's Episode Portable（クインシィ・イッサー）
- イナズマイレブン ストライカーズ（2011年 - 2012年、ミストレ） - 3作品
- ペルソナ2 罪 INNOCENT SIN（レイディ・スコルピオン）

2012年
- 機動戦士ガンダム オンライン（女性パイロット1）
- ヒーローズファンタジア（ケロロ軍曹）
- マブラヴ オルタネイティヴ クロニクルズ 再誕（伊隅みちる）
- ファンタシースターオンライン2（アキ）
- ONE PIECE ワンピーベリーマッチIC（フクロウ）

2013年
- スーパーロボット大戦Operation Extend（ムンベイ、ケロロ軍曹）
- トリコ アルティメットサバイバル（ディメト）

2014年
- 朧村正 角隠女地獄（羅邪鬼）

2015年
- 忍たま乱太郎 吹っ飛びパズル!の段（皆本金吾）

2016年
- League of Legends（ケネン）

2017年
- ガンダムバーサス（カテジナ・ルース）
- ゼルダの伝説 ブレス オブ ザ ワイルド（ユン坊）
- 白猫テニス（ケロロ軍曹）
- テイルズ オブ ザ レイズ（2017年 - 2023年、カロル・カペル、ケロロ軍曹）
- フューチャーカード バディファイト 目指せ!バディチャンピオン!（風斬ダッシュ）

2018年
- ブレイドスマッシュ（マサムネ）
- 機動戦士ガンダム エクストリームバーサス2（2018年 - 2025年、カテジナ・ルース） - 4作品

2019年
- テイルズ オブ ヴェスペリア REMASTER（カロル・カペル）
- スーパーロボット大戦X-Ω（ケロロ軍曹）

2021年
- モンスターストライク（七宝）
- スーパーロボット大戦30（ペギー・リー、カテジナ・ルース）

2022年
- 風のクロノア 1&2アンコール（クロノア）

2023年
- 東京放課後サモナーズ（イナバ）
- けものフレンズ3（ケロロ）
- 機動戦士ガンダム U.C. ENGAGE（2023年 - 2024年、カテジナ・ルース）

2024年
- 金色のガッシュベル!! 永遠の絆の仲間たち（アルム）
- 機動戦士ガンダム アーセナルベース（カテジナ・ルース）
- アークナイツ（PhonoR-0）

### ドラマCD
- アルスラーン戦記 シリーズ（アルフリード）
  - アルスラーン戦記【第2部】2 旌旗流転
  - アルスラーン戦記【第2部】3 妖雲群行
- 犬夜叉 シリーズ（七宝）
  - キャラクターソングシングル ：風のなかへ / 弥勒feat.珊瑚&七宝
  - 聴くドラマCD〜死を呼ぶ温泉しりとり〜（少年サンデー特製CD・応募者全員サービス）
  - 聴くドラマCD2〜竹取の翁は凶暴じゃった〜（少年サンデー特製CD・応募者全員サービス）
  - ドラマアルバム「犬夜叉 地獄で待ってた七人隊!」
  - ドラマアルバム2「犬夜叉 嵐と祭りの宝来島!」
  - ドラマアルバムスペシャル 「犬夜叉 紅と白の歌合戦!」 犬夜叉版・殺生丸版
  - 犬夜叉第559話 あさって（ワイド版全巻予約特典）
- EREMENTAR GERAD-蒼空の戦旗-（プー）
- 風のクロノア2 〜世界が望んだ忘れもの〜オリジナルサウンドトラック（クロノア）
- ケロロ軍曹 地球（ペコポン）侵略CD（ケロロ軍曹）
- ケロロ軍曹 宇宙でもっともギリギリなCD第1 - 5巻（ケロロ軍曹〈4巻では零夜叉の子犬時、5巻では探査員Aも担当。また1巻ではCD表紙の題字を担当〉）
- 新機動戦記ガンダムW BLIND TARGET（クリス・マーレイ）
- スクライド・ドラマCD（佐伯リューコ、今井）
- CDドラマ 速攻生徒会 1・2（後藤久美子）
- ドラマCD「テイルズ オブ ヴェスペリア」第1 - 5巻（カロル・カペル）
- ドラマCD「電車男 vol.1」（スレ住人1）
- トリガーハート エグゼリカ 〜パラレルアンカー〜（エグゼクマ）
- 覇王大系リューナイト シリーズ
  - 覇王大系リューナイト CDシネマ1「カイオリスへの旅立ち」第1章（女の子B）
  - 覇王大系リューナイト CDシネマ2「カイオリスへの旅立ち」第2章（酔っ払い女A）
- 爆走兄弟レッツ&ゴー!! シリーズ
  - 爆走兄弟レッツ&ゴー!!GIRL〈レディース・グランプリ開幕!!〉（ミシェル、ジャネット）
  - 爆走兄弟レッツ&ゴー!! 超青春ドラマCD（J）
  - 爆走兄弟レッツ&ゴー!! 超青春ドラマCD 第2弾（J）
- レッスルエンジェルス 新女恒例!波乱必至の大忘年会 IN 下呂温泉（ボンバー来島）
- 忍たま乱太郎 ドラマCD シリーズ（2010年 - 2016年、皆本金吾） - 3作品[一覧 26]
- 花咲きKomachi-Girls（夏川桜子）
- ΠΛΑΝΗΤΕΣ CD DRAMA "Sound Marks"（クレア・ロンド）
- 女神天国ラジオ講座（ルージュ）

### 吹き替え

#### 映画
- ダイ・ハード3（レイモンド〈オルディス・ホッジ〉）※テレビ朝日版
- ホーム・アローン（ミッチ・マーフィー〈ジェフリー・ワイズマン〉）※フジテレビ版（日本語吹替完全版Blu-rayBOX収録）
- ミクロキッズ（トミー・パービス〈カール・スティーブン〉）※フジテレビ版
- 48時間PART2/帰って来たふたり ※日本テレビ版
- レーシング・ストライプス ※日本テレビ版

#### ドラマ
- フルハウス（トーマス、アンドリュー）
- ナルニア国物語（BBC）（ユースチス・スクラブ）

#### アニメ
- ウッディー・ウッドペッカー（ウッディー・ウッドペッカー〈ビリー・ウェスト〉）
- ザ・シンプソンズ（ルイス・ジャクソン〈初代〉、プリンセス・カシミア〈2代目〉 他）
- パパはグーフィー（ダグラス）
- ポンポン ポロロ（ポロロ）
- トムとジェリーキッズ（ドリプル（1992年ビデオ版））

### 特撮
- 烈車戦隊トッキュウジャー（2014年、マイッキーの声[73]）
- 烈車戦隊トッキュウジャーVSキョウリュウジャー THE MOVIE（2015年、マイッキーの声）

### ラジオ
※はインターネット配信。
- VOICE CREW（2001年、NACK5他）8代目パーソナリティ
- ケロロとギロロの地球侵略ラヂオ（2006年 - 2008年、ラジオ大阪・BEAT☆Net Radio!※）

### 教育番組
- うたっておどろんぱ!（おどるくんの声、ブラックオドレーヌ）
- ピラメキーノ（ケロロ軍曹の声）

### CM
- 角川書店関連（ナレーション、ケロロ軍曹）
  - 月刊少年エース
  - ケロケロエース
  - ケロロランド
  - ケロロ軍曹キャンペーン（冬ケロ・夏ケロ 他）
- パンパース（パンパ）
- マクドナルド ケロロ軍曹ハッピーセット（ナレーション）
- アニマックス アニマックスオンラインショップ（ケロロ軍曹お掃除セット）
- クロノアヒーローズ 伝説のスターメダル（クロノア）
- 風のクロノア door to phantomile リメイク版（ナレーション、クロノア）
- スーパーチャイニーズ3
- スーパーチャイニーズランド2
- スーパーチャイニーズワールド

### パチスロ
- パチスロ あしたのジョー2（チュー吉）

### その他コンテンツ
- キャプテンパルサー（キャプテン = パルサー）
- こどもにんぎょう劇場「長くつ下のピッピ」
- 熊本電気鉄道5000形電車（車内アナウンス） - 2012年10月13日より2年間限定で青ガエルの愛称として呼ばれる熊本電気鉄道5000形電車（旧東急5000系電車 (初代)）のケロロ軍曹ラッピング電車の車内アナウンスをケロロ軍曹の声で担当していた。
- チャレンジ1年生でかっこいい1年生にへんしん! DVD（チョークマン）
- 東京REMIX族（J-WAVE、コーナーナレーション）
- なんちゃってバンパイヤン（虹）
- ハローキティのみんなの森を守れ（アリさん）
- らき☆すた in 武道館 あなたのためだから
- ワニワニパニック ワニ叩き（ワニの声）
- デアゴスティーニ おしえて!おしゃべりガイコツ (ホネッキー)
- トイズ・ボックス（プータン） - 1993年度代々木アニメーション学院東京校&ひがし校卒業制作[74]

## ディスコグラフィ

### キャラクターソング
| 発売日   | 商品名                                                              | 歌 | 楽曲                                                    | 備考                                                                                     |
| 1995年   | 1995年                                                              | 1995年 | 1995年                                                  | 1995年                                                                                   |
| -------- | ------------------------------------------------------------------- | --- | ------------------------------------------------------- | ---------------------------------------------------------------------------------------- |
| 1月21日  | elles cinq エル・サンク こいきな彼女（むすめ）たちⅢ                 | アニタ・ブラニガン（渡辺久美子）                                                                                               | 「LOVE DRUG」                                           | OVA『宇宙の騎士テッカマンブレードII』関連曲                                              |
| 1997年   |                                                                     | |                                                         |                                                                                          |
| 7月24日  | We are the VICTORYS/BATTLE SCRUM                                    | the VICTORYS | 「WE ARE THE VICTORYS」                                 | テレビアニメ『爆走兄弟レッツ&ゴー!!WGP』7代目エンディングテーマ、8代目エンディングテーマ |
| 10月1日  | 今夜はイヴ!                                                         | レッツゴーBOYS & GIRLS | 「今夜はイヴ!」                                         | テレビアニメ『爆走兄弟レッツ&ゴー!!WGP』7代目エンディングテーマ、8代目エンディングテーマ |
| 1998年   |                                                                     | |                                                         |                                                                                          |
| 4月3日   | 花咲きKomachi-Girls                                                 | 秋山梅子（渕崎ゆり子）、夏川桜子（渡辺久美子）、春木桃子（堀江由衣）                                                           | 「Good night girls」                                    | ドラマCD『花咲きKomachi-Girls』関連曲                                                    |
| 2002年   |                                                                     | |                                                         |                                                                                          |
| 10月2日  | デジモンフロンティア キャラクターソングコレクション「サラマンダー」 | 氷見友樹（渡辺久美子） | 「say, yes! 〜友樹のテーマ〜」                          | テレビアニメ『デジモンフロンティア』 関連曲                                              |
| 11月3日  | デジモンフロンティア クリスマススマイル                             | スピリットシンガーズ | 「More More Happy Christmas」                           | テレビアニメ『デジモンフロンティア』 関連曲                                              |
| 11月3日  | デジモンフロンティア クリスマススマイル                             | スピリットシンガーズ | 「With The Will」                                       | テレビアニメ『デジモンフロンティア』 関連曲                                              |
| 2004年   |                                                                     | |                                                         |                                                                                          |
| 8月21日  | ケロロ軍曹「地球(ペコポン)侵略CD」第1巻 ケロロ編                    | オンド☆ガール meets ケロロ小隊                                                                                                 | 「地球(ペコポン)侵略音頭」                              | テレビアニメ『ケロロ軍曹』エンディングテーマ                                             |
| 10月21日 | ケロロ軍曹「地球(ペコポン)侵略CD」第3巻 タママ編                    | 永井ルイ with ケロロ軍曹（渡辺久美子）                                                                                         | 「Come On! Come On!」                                   | テレビアニメ『ケロロ軍曹』挿入歌                                                         |
| 12月16日 | ケロロ軍曹「地球(ペコポン)侵略CD」第5巻 ドロロ編                    | ケロロ聖歌隊 | 「クリスマス・ケロル」                                  | テレビアニメ『ケロロ軍曹』挿入歌                                                         |
| 2005年   |                                                                     | |                                                         |                                                                                          |
| 2月2日   | ケロロ小隊公認!熱烈歓迎的えかきうた                                 | ケロロ・オールスターズ | 「ケロロ小隊公認!熱烈歓迎的えかきうた!!」               | テレビアニメ『ケロロ軍曹』エンディングテーマ                                             |
| 4月20日  | NHK うたっておどろんぱ! ダンスは こころのエネルギー                 | ひとみ（吉田仁美）、おどるくん（渡辺久美子）、こーじ（青山航士）、てる（照井裕隆）、じろー（森川次朗）                         | 「【1学期の歌】ん? バナナのななばん」                   | 教育テレビ『うたっておどろんぱ』関連曲                                                   |
| 4月20日  | NHK うたっておどろんぱ! ダンスは こころのエネルギー                 | ひとみ（吉田仁美）、おどるくん（渡辺久美子）、こーじ（青山航士）、てる（照井裕隆）、じろー（森川次朗）                         | 「まるまるカクカク (フル・バージョン)」                 | 教育テレビ『うたっておどろんぱ』関連曲                                                   |
| 4月20日  | NHK うたっておどろんぱ! ダンスは こころのエネルギー                 | ひとみ（吉田仁美）、おどるくん（渡辺久美子）                                                                                   | 「まるまるカクカク (2人バージョン)」                    | 教育テレビ『うたっておどろんぱ』関連曲                                                   |
| 4月20日  | NHK うたっておどろんぱ! ダンスは こころのエネルギー                 | ひとみ（吉田仁美）、おどるくん（渡辺久美子）                                                                                   | 「まるまるカクカク (寝転んでバージョン)」               | 教育テレビ『うたっておどろんぱ』関連曲                                                   |
| 4月20日  | NHK うたっておどろんぱ! ダンスは こころのエネルギー                 | ひとみ（吉田仁美）、おどるくん（渡辺久美子）                                                                                   | 「まるまるカクカク (早くなるバージョン)」               | 教育テレビ『うたっておどろんぱ』関連曲                                                   |
| 4月20日  | NHK うたっておどろんぱ! ダンスは こころのエネルギー                 | ひとみ（吉田仁美）、おどるくん（渡辺久美子）                                                                                   | 「まるまるカクカク (大きな動きバージョン) 」            | 教育テレビ『うたっておどろんぱ』関連曲                                                   |
| 4月20日  | NHK うたっておどろんぱ! ダンスは こころのエネルギー                 | ひとみ（吉田仁美）、おどるくん（渡辺久美子）、こーじ（青山航士）、てる（照井裕隆）、じろー（森川次朗）                         | 「ドーナツ (独唱?)」                                    | 教育テレビ『うたっておどろんぱ』関連曲                                                   |
| 4月20日  | NHK うたっておどろんぱ! ダンスは こころのエネルギー                 | ひとみ（吉田仁美）、おどるくん（渡辺久美子）、こーじ（青山航士）、てる（照井裕隆）、じろー（森川次朗）                         | 「コネコネねんど (全員バージョン)」                     | 教育テレビ『うたっておどろんぱ』関連曲                                                   |
| 4月20日  | NHK うたっておどろんぱ! ダンスは こころのエネルギー                 | ひとみ（吉田仁美）、おどるくん（渡辺久美子）                                                                                   | 「コネコネねんど (2人バージョン)」                      | 教育テレビ『うたっておどろんぱ』関連曲                                                   |
| 4月20日  | NHK うたっておどろんぱ! ダンスは こころのエネルギー                 | ひとみ（吉田仁美）、おどるくん（渡辺久美子）、こーじ（青山航士）、てる（照井裕隆）、じろー（森川次朗）                         | 「はやいおそい (フル・バージョン)」                     | 教育テレビ『うたっておどろんぱ』関連曲                                                   |
| 4月20日  | NHK うたっておどろんぱ! ダンスは こころのエネルギー                 | ひとみ（吉田仁美）、おどるくん（渡辺久美子）                                                                                   | 「はやいおそい (2人バージョン)」                        | 教育テレビ『うたっておどろんぱ』関連曲                                                   |
| 4月20日  | NHK うたっておどろんぱ! ダンスは こころのエネルギー                 | ひとみ（吉田仁美）、おどるくん（渡辺久美子）、こーじ（青山航士）、てる（照井裕隆）、じろー（森川次朗）                         | 「カクカク スラスラ (フル・バージョン)」                | 教育テレビ『うたっておどろんぱ』関連曲                                                   |
| 4月20日  | NHK うたっておどろんぱ! ダンスは こころのエネルギー                 | ひとみ（吉田仁美）、おどるくん（渡辺久美子）                                                                                   | 「カクカク スラスラ (2人バージョン)」                   | 教育テレビ『うたっておどろんぱ』関連曲                                                   |
| 4月20日  | NHK うたっておどろんぱ! ダンスは こころのエネルギー                 | ひとみ（吉田仁美）、おどるくん（渡辺久美子）、こーじ（青山航士）、てる（照井裕隆）、じろー（森川次朗）                         | 「【2学期の歌】 YMOP! 」                                | 教育テレビ『うたっておどろんぱ』関連曲                                                   |
| 4月20日  | NHK うたっておどろんぱ! ダンスは こころのエネルギー                 | ひとみ（吉田仁美）、おどるくん（渡辺久美子）、こーじ（青山航士）、てる（照井裕隆）、じろー（森川次朗）                         | 「まねあそび (フル・バージョン)」                       | 教育テレビ『うたっておどろんぱ』関連曲                                                   |
| 4月20日  | NHK うたっておどろんぱ! ダンスは こころのエネルギー                 | ひとみ（吉田仁美）、おどるくん（渡辺久美子）                                                                                   | 「まねあそび (2人バージョン)」                          | 教育テレビ『うたっておどろんぱ』関連曲                                                   |
| 4月20日  | NHK うたっておどろんぱ! ダンスは こころのエネルギー                 | ひとみ（吉田仁美）、おどるくん（渡辺久美子）、こーじ（青山航士）、てる（照井裕隆）、じろー（森川次朗）                         | 「まねしてみよう」                                      | 教育テレビ『うたっておどろんぱ』関連曲                                                   |
| 4月20日  | NHK うたっておどろんぱ! ダンスは こころのエネルギー                 | ひとみ（吉田仁美）、おどるくん（渡辺久美子）、こーじ（青山航士）、てる（照井裕隆）、じろー（森川次朗）                         | 「こえにだして いってみよう (フル・バージョン)」        | 教育テレビ『うたっておどろんぱ』関連曲                                                   |
| 4月20日  | NHK うたっておどろんぱ! ダンスは こころのエネルギー                 | ひとみ（吉田仁美）、おどるくん（渡辺久美子）、こーじ（青山航士）、てる（照井裕隆）、じろー（森川次朗）                         | 「1から10マネ (全員バージョン)」                        | 教育テレビ『うたっておどろんぱ』関連曲                                                   |
| 4月20日  | NHK うたっておどろんぱ! ダンスは こころのエネルギー                 | ひとみ（吉田仁美）、おどるくん（渡辺久美子）、こーじ（青山航士）、じろー（森川次朗）                                           | 「ダンスはこころのエネルギー」                          | 教育テレビ『うたっておどろんぱ』関連曲                                                   |
| 4月20日  | NHK うたっておどろんぱ! ダンスは こころのエネルギー                 | ひとみ（吉田仁美）、おどるくん（渡辺久美子）、こーじ（青山航士）、てる（照井裕隆）、じろー（森川次朗）                         | 「【3学期の歌】 サヨナラじゃなくて ありがとう! 」       | 教育テレビ『うたっておどろんぱ』関連曲                                                   |
| 4月20日  | NHK うたっておどろんぱ! ダンスは こころのエネルギー                 | おどるくん（渡辺久美子） | 「《「はくばのおうじ」 劇中歌》::はくばのおどるおうじ」 | 教育テレビ『うたっておどろんぱ』関連曲                                                   |
| 7月21日  | ケロロ軍曹 宇宙でもっともギリギリなCD 第1巻                         | モア（能登麻美子）、ケロロ（渡辺久美子）                                                                                       | 「宇宙でもっともギリギリなテーマ」                      | ドラマCD『ケロロ軍曹 宇宙でもっともギリギリなCD』オープニングテーマ                      |
| 8月3日   | 犬夜叉 キャラクターソングシングル 風のなかへ                        | 弥勒（辻谷耕史）feat.珊瑚（桑島法子）&七宝（渡辺久美子）                                                                       | 「風のなかへ」                                          | テレビアニメ『犬夜叉』関連曲                                                             |
| 11月23日 | ケロロ軍曹 宇宙でもっともギリギリなCD 第5巻                         | ケロロ聖歌隊 | 「ケローリー・ナイト」                                  | テレビアニメ『ケロロ軍曹』挿入歌                                                         |
| 12月21日 | Let’s Go!あたしンち                                                 | ザ・タチバナーズ | 「Let’s Go!あたしンち」                                 | テレビアニメ『あたしンち』エンディングテーマ                                             |
| 12月21日 | Let’s Go!あたしンち                                                 | 母（渡辺久美子） | 「情熱の赤いバラ」                                      | テレビアニメ『あたしンち』挿入歌                                                         |
| 2006年   |                                                                     | |                                                         |                                                                                          |
| 3月8日   | ケロロ軍曹 ケロロソング、(ほぼ)全部入りであります!2                 | 日向冬樹（川上とも子）、ケロロ（渡辺久美子）                                                                                   | 「石ころの星」                                          | テレビアニメ『ケロロ軍曹』挿入歌                                                         |
| 3月8日   | ケロロ軍曹 ケロロソング、(ほぼ)全部入りであります!2                 | ケロロ小隊 | 「ケロッ!とマーチ <小隊Ver.>」                          | テレビアニメ『ケロロ軍曹』オープニングテーマ                                             |
| 2008年   |                                                                     | |                                                         |                                                                                          |
| 1月21日  | ケッケッケロロの大作戦                                              | ケロロ小隊 | 「ケッケッケロロの大作戦♪」                             | テレビアニメ『ケロロ軍曹』エンディングテーマ                                             |
| 1月21日  | ケッケッケロロの大作戦                                              | ケロロ（渡辺久美子）、日向夏美（斎藤千和）                                                                                     | 「遠いね一緒の星なのに」                                | テレビアニメ『ケロロ軍曹』関連曲                                                         |
| 5月21日  | おまたせ地球一丁!                                                   | ケロロ小隊 with アンゴル・モア（能登麻美子）                                                                                   | 「おまたせ地球一丁（ペコポンいっちょう）!」             | テレビアニメ『ケロロ軍曹』エンディングテーマ                                             |
| 5月21日  | おまたせ地球一丁!                                                   | ケロロ小隊、アンゴル・モア（能登麻美子）、日向冬樹（川上とも子）、日向夏美（斎藤千和）、日向秋（平松晶子）、子猫（谷井あすか） | 「友だちごはん宇宙編」                                  | テレビアニメ『ケロロ軍曹』関連曲                                                         |
| 2009年   |                                                                     | |                                                         |                                                                                          |
| 5月27日  | だいじょうぶスッポンポン・フレンド                                  | 小島よしお、ケロロ（渡辺久美子）                                                                                               | 「ケロロ基準でRock’n’roll」                             | テレビアニメ『ケロロ軍曹』関連曲                                                         |
| 2010年   |                                                                     | |                                                         |                                                                                          |
| 3月3日   | メンドク星マーチ                                                    | ケロロ小隊 | 「メンドク星マーチ <小隊Ver.>」                         | テレビアニメ『ケロロ軍曹』オープニングテーマ                                             |
| 2013年   |                                                                     | |                                                         |                                                                                          |
| 11月6日  | ドキドキ!プリキュア ボーカルアルバム2 〜100%プリキュアDAYS☆〜       | レジーナ（渡辺久美子） | 「あたしが一番」                                        | テレビアニメ『ドキドキ!プリキュア』関連曲                                                |

### シリーズ一覧
1. ↑  第1期（1996年）、第2期『WGP』（1997年）、第3期『MAX』（1998年）
2. ↑  第1作（2000年 - 2004年）、第2作『完結編』（2009年 - 2010年）
3. ↑  第1シリーズ（2002年 - 2003年）、第2シリーズ『AXESS』（2003年 - 2004年）、第3シリーズ『Stream』（2004年 - 2005年）、第4シリーズ『BEAST』（2005年 - 2006年）、第5シリーズ『BEAST+』（2006年）
4. ↑  第1作（2004年 - 2011年）、第2作『ケロロ 〜keroro〜』（2014年）
5. ↑  第2期『はむはむぱらだいちゅ!』（2005年）、第3期『は〜い!』（2007年）
6. ↑  『Yes!プリキュア5』（2007年）、続編『Yes!プリキュア5GoGo!』（2008年）
7. ↑  第1期（2010年）、第2期『WORKING'!!』（2011年）、第3期『WORKING!!!』（2015年）
8. ↑  【デュエル・マスターズ（2017年版）】

第1期（2017年 - 2018年）、第2期『デュエル・マスターズ！』（2018年 - 2019年）、第3期『デュエル・マスターズ!!』（2019年 - 2020年）

【デュエル・マスターズ キング】

第1期（2020年 - 2021年）、第2期『キング！』（2021年 - 2022年）、第3期『キングMAX』（2022年）
9. ↑  壱の章（2020年）、弐の章（2022年）
10. ↑  『アルスラーン戦記』（1991年）、『アルスラーン戦記II』（1992年）
11. ↑  『時代を越える想い』（2001年）[53]、『鏡の中の夢幻城』（2002年）[54]、『天下覇道の剣』（2003年）[55]、『紅蓮の蓬莱島』（2004年）[56]
12. ↑  『超劇場版ケロロ軍曹』（2006年）、『2 深海のプリンセスであります!』（2007年）、『3 ケロロ対ケロロ天空大決戦であります!』（2008年）、『ケロ0 出発だよ! 全員集合!!』（2009年）
13. ↑  『ちびケロ ケロボールの秘密!?』（2007年）
14. ↑  『3 ケロロ対ケロロ天空大決戦であります！』（2008年）
15. ↑  『武者ケロ お披露目!戦国ラン星大バトル!!』（2008年）
16. ↑  『撃侵ドラゴンウォリアーズであります!』（2009年）
17. ↑  『誕生!究極ケロロ 奇跡の時空島であります!!』（2010年）
18. ↑  PCE版（1994年）、PS版（1996年）、『ADVANCED V.G.2』（1998年）
19. ↑  『LUNAR ETERNAL BLUE』（1994年）、『LUNAR2 ETERNAL BLUE』（1998年）
20. ↑  『ZERO』（1999年）、『F』（2000年）、『F.I.F』（2001年）、『NEO』（2002年）、『SEED』（2004年）、『PORTABLE』（2006年）、『SPIRITS』（2007年）、『WARS』（2009年）、『WORLD』『3D』（2011年）、『OVER WORLD』（2012年）
21. ↑  『犬夜叉』（2001年）、『戦国お伽合戦』（2002年）、『奈落の罠！迷いの森の招待状』（2003年）、『呪詛の仮面』（2004年）、『奥義乱舞』（2005年）
22. ↑  『演習だヨ！全員集合』（2006年）、『演習だヨ！全員集合パート2』（2007年）
23. ↑  『エクストリームバーサス』（2010年）、『フルブースト』（2012年）、『マキシブースト』（2014年）、『マキシブースト』（2014年 - 2015年）、『マキシブースト ON』（2016年）
24. ↑  『ストライカーズ』『2012エクストリーム』（2011年）、『GO 2013』（2012年）
25. ↑  『エクストリームバーサス2』（2018年）、『クロスブースト』（2021年）、『オーバーブースト』（2023年）、『インフィニットブースト』（2025年）
26. ↑  『体育委員会の段』（2010年）、『一年は組の段』（2014年）、『は組の段〜中巻〜』（2016年）

### ユニットメンバー
1. ↑  渕崎ゆり子、池澤春菜、高乃麗、神代知衣、渡辺久美子
2. ↑  渕崎ゆり子、池澤春菜、高乃麗、神代知衣、渡辺久美子、大谷育江、西村ちなみ、矢島晶子
3. ↑  神原拓也（竹内順子）、源輝二（神谷浩史）、織本泉（石毛佐和）、柴山純平（天田真人）、氷見友樹（渡辺久美子）、木村輝一（鈴村健一）
4. 1 2 3 4 5 6  ケロロ軍曹（渡辺久美子）、ギロロ伍長（中田譲治）、タママ二等兵（小桜エツ子）、クルル曹長（子安武人）、ドロロ兵長（草尾毅）
5. ↑  ケロロ軍曹（渡辺久美子）、ギロロ伍長（中田譲治）、タママ二等兵（小桜エツ子）、クルル曹長（子安武人）、ドロロ兵長（草尾毅）、日向夏美（斎藤千和）、西澤桃華（池澤春菜）、アンゴル・モア（能登麻美子）、東谷小雪（広橋涼）
6. ↑  母（渡辺久美子）、立花みかん（折笠富美子）、立花ユズヒコ（阪口大助）、父（緒方賢一）